# Rosita (Sesame Street)
Rosita est un personnage de fiction américain issu de la série télévisée de marionnettes Sesame Street. Parlant couramment l'anglais américain et l'espagnol mexicain, elle est la première muppet bilingue régulière de la série. Rosita est originaire du Mexique et aime jouer de la guitare. 

## Histoire
Rosita était à l'origine conçue pour ressembler à une pteropodidae et portait le nom de Rosita, La Monstrua de las Cuevas (« le monstre des cavernes »). Cependant, ses ailes ont été retirées en 2004 (35e saison de la série), mais réintégrées en 2021 (52e saison de la série),. Elle porte un ruban dans les cheveux, mais à la différence de Zoe, elle n'en porte qu'un au lieu de deux.
Rosita a été introduite dans la série en 1991.
Rosita est interprétée par Carmen Osbahr (en), qui travaillait à l'origine sur la série mexicaine Plaza Sésamo.

## Programmes internationaux
En juillet-août 2012, ils sont apparus sur Monstruos Supersanos (en).